# Obsession (album Exo)
Obsession – szósty album studyjny grupy EXO, wydany 27 listopada 2019 roku przez wytwórnię SM Entertainment. Został wydany w trzech edycjach fizycznych: „EXO”, „X-EXO” oraz „Obsession” (wydana 4 grudnia). Głównym singlem albumu jest „Obsession”. Zdobył certyfikat 3xPlatinum w kategorii albumów. Był to pierwszy album grupy, który został wypromowany w sześcioosobowym składzie – bez członków Xiumina i D.O., którzy w tym czasie odbywali obowiązkową służbę wojskową. Członek Lay również nie uczestniczył w powrocie grupy. 
Album sprzedał się w ilości 775 943 egzemplarzy (stan na luty 2020 r.).

## Lista utworów
| CD  | CD                                                                 | CD                                | CD | CD                                                                                      | CD      |
| Nr  | Tytuł utworu                                                       | Tekst                             | Kompozycja | Aranżacja                                                                               | Długość |
| --- | ------------------------------------------------------------------ | --------------------------------- | --- | --------------------------------------------------------------------------------------- | ------- |
| 1.  | „Obsession”                                                        | Kenzie                            | Dwayne Abernathy Jr., Cristi “Stalone” Gallo, Asia'h Epperson, Adrian Mckinnon, Yoo Young-jin, Ryan S. Jhun                         | Dem Jointz                                                                              | 3:23    |
| 2.  | „Trouble”                                                          | Hwang Yoo-bin                     | Jin Suk Choi, Karen Poole, Bobii Lewis                                                                                              | Jin Suk Choi                                                                            | 3:17    |
| 3.  | „Jekyll” (kor. 지킬 (Jekyll))                                      | JQ, Kim Hye-jin (makeumine works) | Tay Jasper, Kaelin Ellis, Nicky van der Lugt Melsert                                                                                | Tay Jasper, Kaelin Ellis, Adrian Mckinnon, Outlaw The Artist, Aaron Fresh, Hautboi Rich | 3:41    |
| 4.  | „Chum (Groove)” (kor. Groove (Groove))                             | JQ, Mola                          | Hyuk Shin, Blair Taylor, Jisoo Park                                                                                                 | Hyuk Shin, Blair Taylor                                                                 | 3:28    |
| 5.  | „Ya Ya Ya”                                                         | Kenzie                            | Dwayne Abernathy Jr., Ryan Jhun, David Brown, Charles Hinshaw, Allen Gordon Jr, Coko, Taj, Andrea Martin, Ivan Matias, Znuié Gibson | Dem Jointz                                                                              | 3:42    |
| 6.  | „Baby You Are”                                                     | JQ, Park Ji-hee                   | Wendy Wang, Mozella, Benjamin Ingrosso, Allakoi Peete                                                                               | Wendy Wang                                                                              | 2:58    |
| 7.  | „Non Stop”                                                         | Jo Yoon-kyung                     | Obi Klein, Charli Taft, Andreas Oberg                                                                                               | Obi Klein                                                                               | 3:24    |
| 8.  | „Oneuldo (Day After Day)” (kor. 오늘도 (Day After Day))            | Jo Yoon-kyung                     | Mike Daley, Mitchell Owens, Deez, Jeff Lewis                                                                                        | Mike Daley, Mitchell Owens, Deez, Jeff Lewis                                            | 3:42    |
| 9.  | „Nabihyogwa (Butterfly Effect)” (kor. 나비효과 (Butterfly Effect)) | Lee Su-ran (Jam Factory)          | LDN NoiseAdrian McKinnon | LDN Noise                                                                               | 3:10    |
| 10. | „Shì (Obsession)” (chn. 嗜 (Obsession)) (wer. chińska)             | Arys Chien                        | Dwayne Abernathy Jr.Ryan JhunDavid BrownCharles HinshawAllen Gordon JrCokoTajAndrea MartinIvan Matias                               | Dem Jointz                                                                              | 3:23    |